# ليليان فورنير
ليليان فورنير (بالفرنسية: Lilian Fournier)‏ (18 مايو 1998 بفرنسا - ) هو لاعب كرة قدم فرنسي في مركز الوسط. لعب مع نادي ميتز.

## وصلات خارجية
- ليليان فورنير على موقع رابطة كرة القدم الفرنسية للمحترفين (الإنجليزية)
- ليليان فورنير على موقع قاعدة بيانات كرة القدم.إي يو (الإنجليزية)
- ليليان فورنير على موقع ليكيب (الفرنسية)
- ليليان فورنير على موقع Soccerway.com (الإنجليزية)